# ウィリス・タワーズ・ワトソン
ウィリス・タワーズワトソン・パブリック・リミテッド・カンパニー（Willis Towers Watson Public Limited Company）は、WTWのブランド名で、保険サービスを提供する英米の多国籍企業である。
ウィリス・グループとタワーズワトソンの合併により2016年に設立された。

## 概要
WTWは140カ国以上で事業を展開し、40,000人以上の従業員を擁している。
ヘッジファンド・スタンダード・ボードに加盟し、メンバーによって承認されたベスト・プラクティスの自主基準に従っている。

## 歴史
旧ウィリス・タワーズワトソンは、ロンドンを拠点とするウィリス・グループとアーリントンを拠点とするタワーズワトソンの対等合併により設立された。　タワーズワトソンは2009年にタワーズペリンとワトソンワイアットが合併して設立された。　
WTWは2022年1月10日付でナスダックのティッカーシンボルを「WLTW」から「WTW」に変更した。

### 合併のプロセス
両社は2015年6月30日、180億ドル規模の合併を発表した。ウィリス・タワーズワトソンはアイルランドに本社を置き、ニューヨーク証券取引所に上場した。その後、同社は2015年に米国バージニア州に本拠地を移し、ニューヨーク証券取引所からの上場を廃止してNASDAQに再上場した。ウィリス・グループはグラス・サヴォワの残りの株式を取得する権利を行使し、ロンドンの大手独立系ホールセール保険ブローカーであるミラーの85％を買収することで合意した。

#### 批判
タワーズワトソンの株主は1株当たり125.13ドルの株式と特別配当のパッケージを受け取ることになった。人々はこの提案をタワーズワトソンの株主にとってメリットがないと、指摘し批判した。この価値は、買収発表時のタワーズワトソン株の取引価格より9.3％低かった。 11月の修正提案では、1株当たり130.26ドルに増額されたが、それでも発表時のタワーズワトソン株の取引価格を下回っていた。また、タワーズワトソンと比較して時価総額が低いにもかかわらず、この買収によりウィリス・グループの株主はより大きな支配権を得ることになった。
投資アドバイザーのドリーハウス・キャピタル・マネジメントは公開書簡で、タワーズワトソンの株主に合併案に反対票を投じるよう促した。ドリーハウスは、タワーズワトソンはウィリスグループと合併するよりも、単独企業として39％から53％の価値があると主張した。 また、タワーズワトソンのジョン・ヘイリーCEOは、合併交渉が進行中の2015年3月初旬に同社株式を処分したことが報じられた。
2015年11月18日、タワーズワトソンの取締役会はこの取引に十分な投資家の支持を得ることができず、ウィリス・グループとの合併案に賛成票を投じた株主は40％にとどまった。この否決により、ウィリス・グループはタワーズワトソンの株主に対する特別現金配当を1株当たり10米ドルに増額した。この修正オファーは2015年12月11日にタワーズワトソンの株主によって承認された。

#### 合併の完了
合併は2016年1月5日にすべての規制当局の承認を得て完了した。ウィリス・タワーズワトソンは1月5日に社名変更を公表した。ウィリス・グループの株主は50.1%を所有し、タワーズワトソンの株主は49.9%を所有した。
合併完了後、タワーズワトソンCEOのジョン・ヘイリーがCEOに、ウイリスグループCEOのドミニク・カサーリーが社長兼副CEOに、ウイリスグループ会長のジェームズ・マッキャンが合併グループの会長に就任し、12議席の取締役会は両社で等分された。

### エーオンによる買収中止
2020年3月9日、エーオンはウィリス・タワーズワトソンを約300億ドルで買収する計画を発表した。この買収は世界最大の保険ブローカーが誕生することを意味したが 買収は米国司法省との合意に至らず、2021年7月26日に中止された。

### カール・ヘスがCEOに就任
2021年8月、カール・ヘスが社長兼次期CEOに抜擢され、2022年1月1日付でジョン・ヘイリーが退任することになった。 2021年8月には、新しいグローバル・リーダーシップ・チームも発表された。 2022年1月、カール・ヘスがジョン・ヘイリーから正式にCEOを引き継ぎ、ウィリス・タワーズワトソンはWTWとなった。

### アクティビストによる出資
2021年、投資家のスターボード・バリューとエリオット・マネジメントがWTWに資本参加したと報じられた。

2022年7月、ウイリス・タワーズワトソンはデータ分析、人工知能（AI）、機械学習プラットフォームのフィンテック・プロバイダーであるバターワイヤーを買収した。

### バターワイヤーの買収
2022年7月、ウイリス・タワーズワトソンはデータ分析、人工知能（AI）、機械学習プラットフォームのフィンテック・プロバイダーであるバターワイヤーを買収した。 